# Конвенция, учреждающая Всемирную организацию интеллектуальной собственности
Конвенция, учреждающая Всемирную организацию интеллектуальной собственности (англ. Convention Establishing the World Intellectual Property Organization) — международный договор, учреждающий Всемирную организацию интеллектуальной собственности (ВОИС). Конвенция была подписана в Стокгольме 14 июля 1967 года и вступила в силу в 1970 году (изменена в 1979 году).
Административные функции Конвенции выполняет сама Организация.
По состоянию на 2023 год участниками являются 193 государства (весь мир, за исключением некоторых территорий).